# Synégore
Dans l'Athènes antique, le synégore (en grec ancien συνήγορος / sunêgoros) est un avocat.

## Avocat privé
En théorie, la loi oblige chacune des parties d'un procès à assumer soi-même la défense ou l'attaque. Néanmoins, très tôt, la coutume tolère que l'on fasse appel à un ami, puis à un professionnel. Elle permet également de faire rédiger ses discours par quelqu'un d'autre (voir logographe). Celui à qui il est fait appel est nommé le synégore.
Son intervention se déroule ainsi : chacune des parties commence par s'exprimer elle-même dans un court discours, avant de laisser la parole à son synégore, qui conduit lui-même le reste du procès. Le synéghore intervient théoriquement à titre gracieux, et il ne peut remplir cette fonction plus de trois fois, ce n'est donc pas un métier,.
Le plus célèbre exemple d'intervention d'un synégore est celui de Démosthène dans le procès d'Eschine contre Ctésiphon, qui a donné le discours Sur la couronne.

## Avocat public
Le terme désigne également l'avocat public, ou procureur, chargé de défendre les lois en place devant les nomothètes, ou de mener un procès au nom du ministère public. Enfin, il désigne aussi les magistrats tirés au sort pour servir d'assistants dans l'examen de la reddition de comptes des anciens magistrats.

## Étymologie
Étymologiquement, le terme signifie  « celui qui parle avec, qui est d'accord avec ». Il vient du verbe ἀγείρω ageirô, « se rassembler », qui a donné également le mot ἀγορά, agora. Était également employé le terme de σύνδικος sundikos, de δίκη dikê, « la justice » : « celui qui sert dans les cours de justice ».